# Kauai
Kauai er den ældste og fjerde største af Hawaii-øerne, som officielt er USAs 50. delstat. Øen har et areal på 1430,5 km² og er på grund af regnskoven og den frodige vegetation også kendt som «The Garden Isle».
22°04′12″N 159°29′51″V / 22.07°N 159.4975°V